# Mihail Ivanovics Cseodajev
Mihail Ivanovics Cseodajev (1785–1859) orosz katonatiszt.

## Élete
1799-ben kezdte meg katonai szolgálatát mint altiszt, majd zászlós a gyalogságnál. 1806-ban alhadnagy, 1808-ban részt vett a Svédország elleni háborúban. 1812-ben többször kitüntették és az alezredességig emelkedett. 1813-ban Lipcsénél súlyosan megsebesült, ezután ezredessé léptették elő. 1821-ben vezérőrnagy és a 2. gránátoshadosztály 3. dandárának parancsnoka. Nagyszerűen helytállt a lengyel hadjáratban, ezért 1832-ben a 7. gyalogoshadosztály parancsnoka és altábornagy lett. 1849-ben már gyalogsági tábornok és a IV. gyalogoshadtest parancsnoka. Hadtestének nem jutott sok dicsőség a hadjáratban, Debrecen megsarcolásában vett részt. Görgei visszavonuló seregével szemben néhány kisebb összecsapásra került sor, de ezekben sem termett sok babér seregének.